# Coelogyne pulchella
Coelogyne pulchella är en orkidéart som beskrevs av Robert Allen Rolfe.
Coelogyne pulchella ingår i släktet Coelogyne och familjen orkidéer. Inga underarter finns listade i Catalogue of Life.

## Bildgalleri

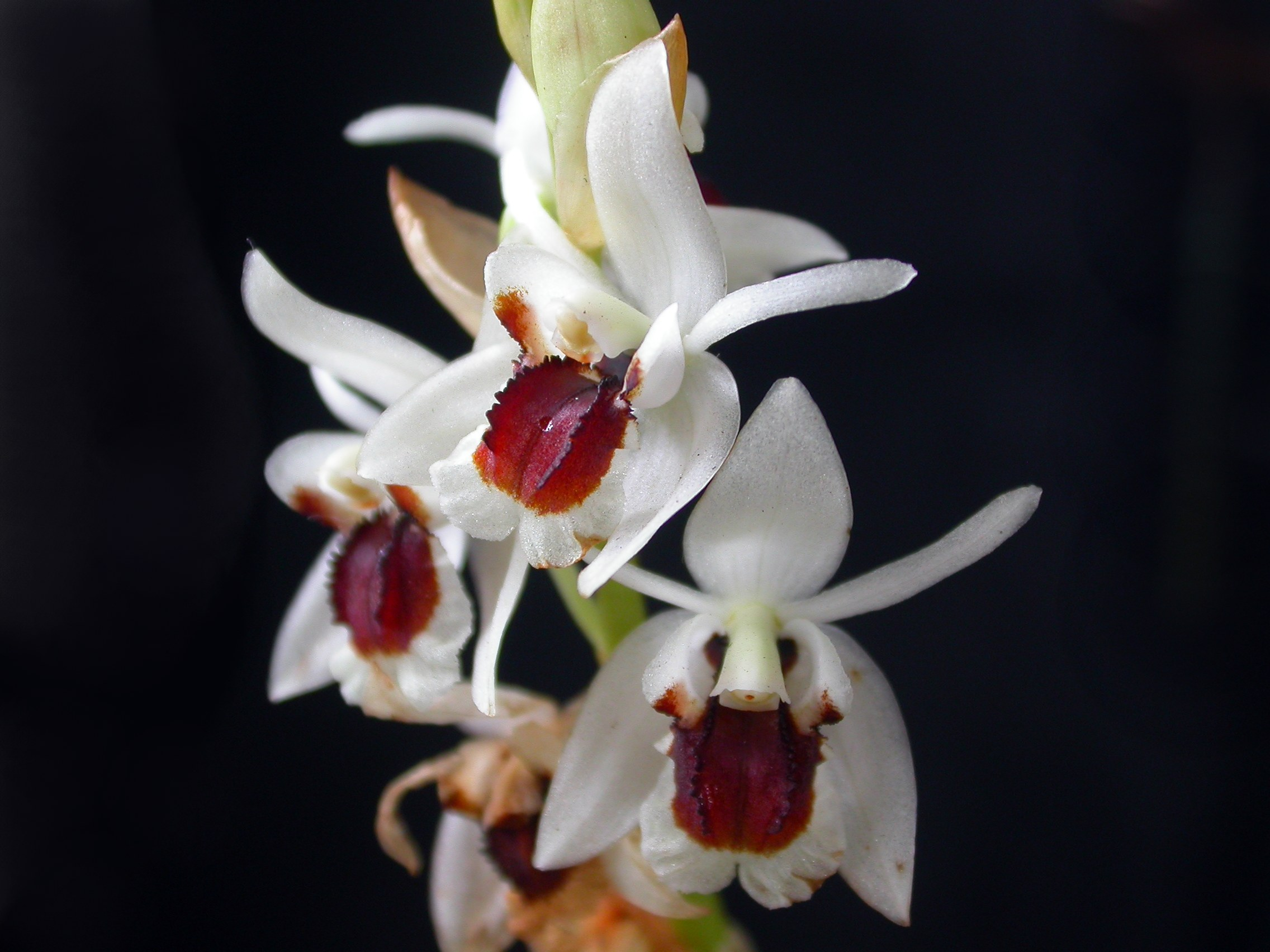